# Sint-Niklaaskerk (Luik)

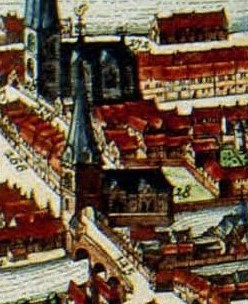
Saint-Nicolas-au-Pont als stadspoort

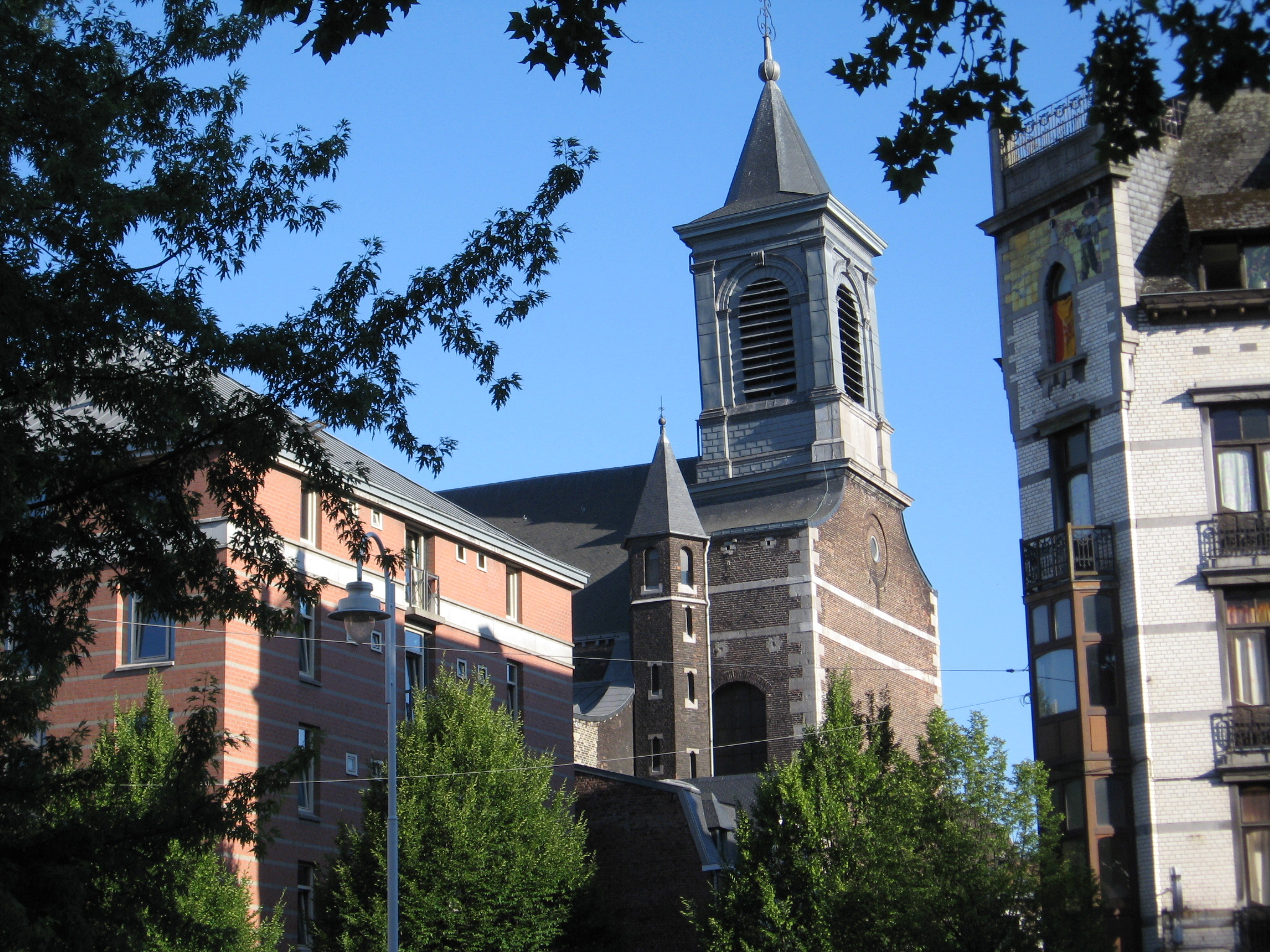
Sint-Niklaaskerk

De Sint-Niklaaskerk (Église Saint-Nicolas) is een voormalige kloosterkerk en tegenwoordige parochiekerk in de Luikse wijk Outremeuse, gelegen aan de Rue Fosse aux Raines.

## Saint-Nicolas-au-Pont d'Outremeuse
Deze kerk moet niet verward worden met de voormalige parochiekerk van Saint-Nicolas-au-Pont d'Outremeuse. Reeds in 1159 was er sprake van een dergelijke kerk, die tevens dienst deed als verdedigingswerk, en wel als stadspoort. In 1657 werd deze kerk herbouwd, maar in 1738 werd de brug bij de kerk, de Pont Saint-Nicolas, verbreed, waartoe de kerk werd verkleind. De kerk werd toen al spoedig te klein bevonden voor de volkrijke parochie. In 1805 werd de kerk gesloopt en vervangen door de Minderbroederskerk.

## Minderbroederskerk
De huidige Sint-Niklaaskerk was oorspronkelijk een kloosterkerk, behorende bij het Luikse Minderbroedersklooster. De beschieting van Luik in 1691 door Louis-François de Boufflers liet het klooster onbeschadigd, maar de kerk vatte vlam. In 1710 werd de kerk herbouwd, waarbij van de oude kerk niets gespaard werd. In 1711 kwam het koor gereed, en wat later ook het schip en de naar de straat gerichte voorgevel. In 1767 sloeg de bliksem in de toren, doch de schade kon snel worden hersteld.
In 1796, enkele jaren na de inname van Luik door de Franse revolutionaire troepen, werd het klooster opgeheven en de bezittingen verbeurd verklaard. De parochianen van de Sint-Niklaasparochie verzochten toen aan de autoriteiten om de onteigende minderbroederkerk als parochiekerk te mogen gebruiken, en vanaf december 1804 werd de kerk als zodanig in gebruik genomen.
De minderbroederkerk had geen eigenlijke toren, doch een simpel klokkentorentje. Vanaf 1843 werd alsnog een toren gebouwd.
De kloostergebouwen zijn grotendeels gesloopt, en een deel ervan is opgenomen in de naastgelegen jeugdherberg.

## Gebouw en interieur
Het betreft een eenvoudige driebeukige kerk. Het hoofdaltaar is van 1730, evenals een Mariabeeld. Het schilderij in het altaarstuk is van Godefroid Maes. Er is een schilderij van Gerard de Lairesse dat in twee delen is opgehangen. Van Cornelis van der Veken zijn beelden van Sint-Norbertus en Sint-Augustinus (begin 18e eeuw). Een houtsnijwerk, voorstellende een calvarieberggroep, is van omstreeks 1500.